# أبولونيا (كيكلاديس)
أبولونيا (باليونانية: Απολλωνία)‏ هي مدينة في كيكلاديس في اليونان. يبلغ عدد سكانها حوالي 1011 نسمة.